# Семёнов, Григорий Сергеевич
Григорий Сергеевич Семёнов (род. 18 ноября 1957, райцентр Краснощёково, Алтайский край) — российский военнослужащий, генерал-майор (12.06.2005), начальник береговых войск Тихоокеанского флота ВМФ России, участник боевых действий на Северном Кавказе. Проходил службу в Московском и Дальневосточном военных округах, на Каспии и Заполярье, руководил штабом береговых войск Северного флота.

## Факты из биография
- 1981 год: прошёл обучение в Московском высшем военном общевойсковом командном училище им. Верховного Совета РСФСР,
- 1991 год: закончил обучение в Общевойсковой академии им. М. В. Фрунзе, был переведён в Заполярье, получил под своё командование разведывательный батальон в бригаде морской пехоты Северного флота[3],
- 1995 год: становится командиром 61-й бригады морской пехоты Северного флота,
- 1999 год: первая командировка на Северный Кавказ,
- март 2000 года: после гибели генерала Отраковского вернулся в Чеченскую республику заняв должность командира объединенной группировки морской пехоты,[4]
- 2003 год: прошёл обучение в Военной академии Генерального штаба,
- 2004 год: становится командиром 77-й гвардейской отдельной бригады морской пехоты[5],
- 2007 год: указом президента Российской Федерации от 14 июня назначен на должность начальника береговых войск Тихоокеанского флота.
- В запасе с 2008 года.

Награждён орденом Мужества (12.07.2000) и орденом "За военные заслуги".